# Kejsardömet Etiopien
Kejsardömet Etiopien (amhariska: የኢትዮጵያ ንጉሠ ነገሥት መንግሥተ, Mängəstä Ityop'p'ya) eller Abessinien var en stat i östra Afrika som grundades av amharen Yekuno Amlak, konungarnas konung (negus negesti), år 1270. Kejsardömet varade fram till 1974 då det avskaffades vid en militärkupp.

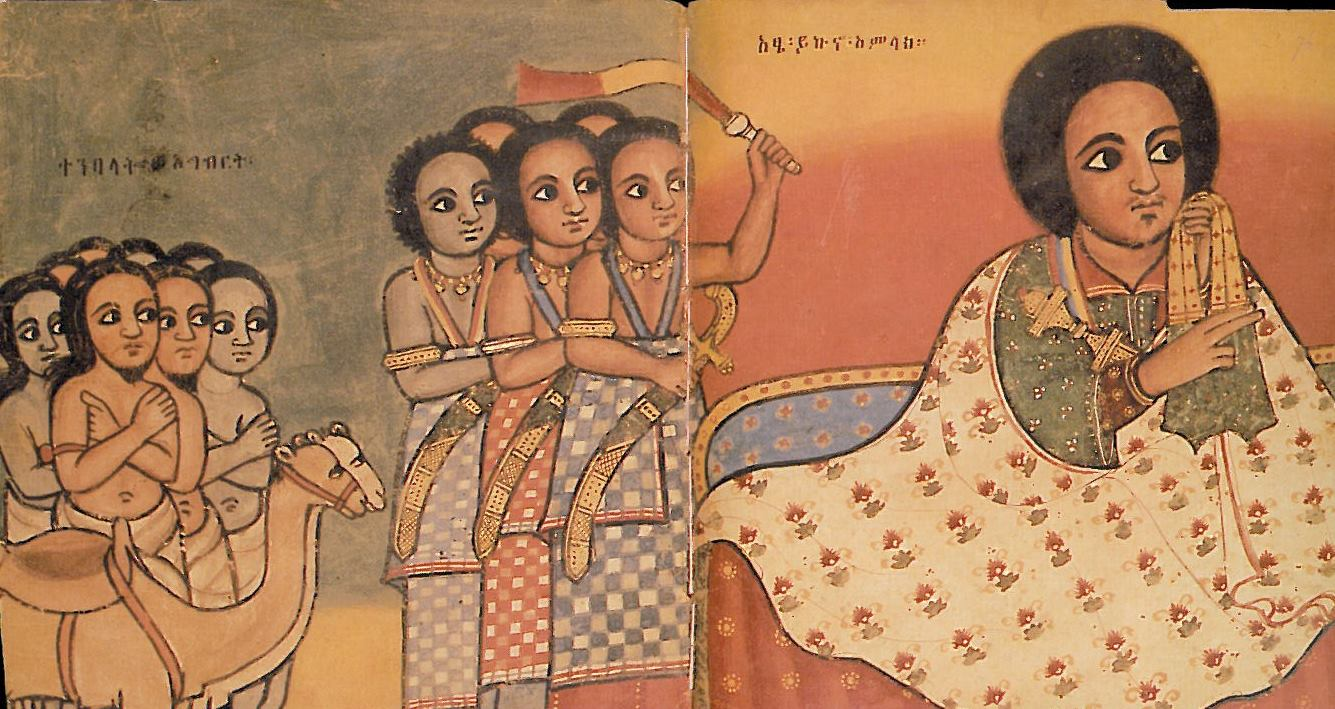
Yenko Amlak

Under största delen av sin existens omfattade landet nuvarande Etiopien och Eritrea men under sin höjdpunkt även nuvarande Djibouti, Jemen och västra Saudiarabien samt delar av Somalia, Sudan och Egypten. 
Under kapplöpningen om Afrika och dess kolonisering var Etiopien det enda landet i Afrika vid sidan om Liberia som förblev helt självständigt. Landet var dock under en kort period, 1936 till 1941, ockuperat av det Mussolini-styrda Italien.